# Семіс

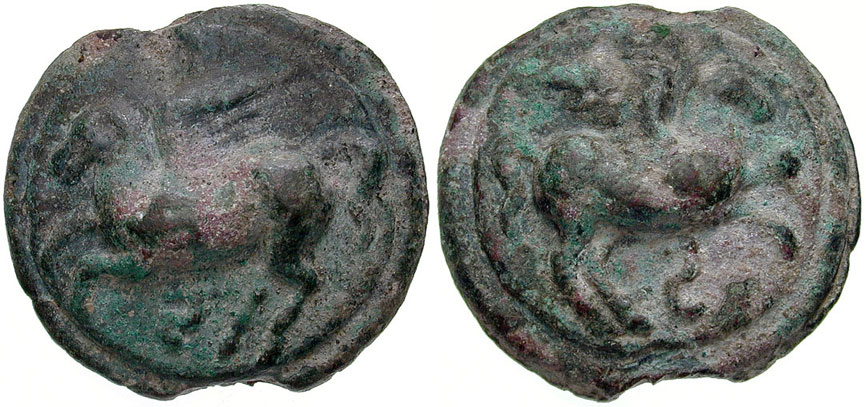
Семіс

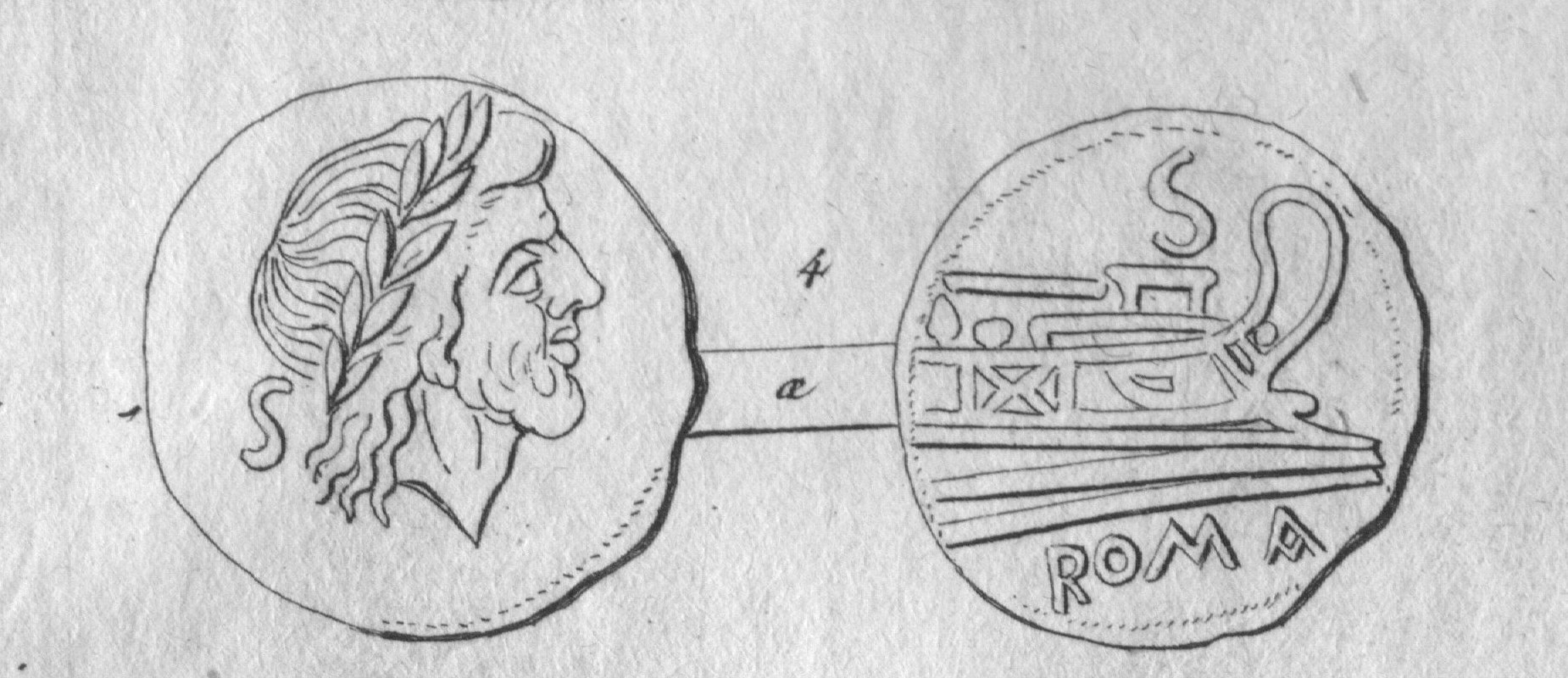

Семіс (лат. semis — половина) — староримська одиниця міри.
Вживалася як одиниця маси (1/2 лібри = 163,7 гр), одиниця довжини (1/2 песа = 148 мм) та площі (1/2 юґера = 1250 м²).

## Грошові еквіваленти
Як римська грошова одиниця відповідала половині аса. Однак карбування зупинили вже у I столітті н. е.
- Ауреус (Золото) = 25 Денаріїв (срібло)
- Денарій = 4 Сестерції (Латунь)
- Сестерцій = 2 Дупондії (Латунь)
- Дупондій = 2 Аси (мідь/бронза)
- Семіс = 2 Квадранси (Мідь/бронза)